# Хокус-покус 2
Хокус-покус 2 (енгл. Hocus Pocus 2) амерички је хумористички филм из 2022. године, у режији Ен Флечер, по сценарију Џен Д’Анџело. Наставак је филма Хокус-покус из 1993. године. Своје улоге понављају: Бет Мидлер, Сара Џесика Паркер, Кети Наџими и Даг Џоунс, док нове улоге глуме: Сем Ричардсон, Витни Пик, Белиса Ескобедо, Тони Хејл и Хана Вадингам.
Снимање је трајало од октобра 2021. до јануара 2022. године на Роуд Ајланду, заменивши Сејлем, у Масачусетсу. Приказан је 30. септембра 2022. године за Disney+. За разлику од првог филма, добио је помешане до позитивних рецензија критичара, који су похвалили глумачку поставу и хумор, али критиковали заплет. Поједини критичари су сматрали да је бољи у односу на свог претходника.
Наставак је тренутно у фази развоја.

## Радња
Године 2022, 29 година након догађаја из првог филма, три средњошколке морају да раде заједно како би зауставиле сестре Сандерсон које су се вратиле у Сејлем.

## Улоге
| Глумац             | Улога           |
| ------------------ | --------------- |
| Бет Мидлер         | Вини Сандерсон  |
| Сара Џесика Паркер | Сара Сандерсон  |
| Кети Наџими        | Мери Сандерсон  |
| Сем Ричардсон      | Гилберт         |
| Даг Џоунс          | Били Бучерсон   |
| Витни Пик          | Бека            |
| Белиса Ескобедо    | Изи             |
| Тони Хејл          | Џефри Траск     |
| Хана Вадингам      | вештица из шуме |
| Лилија Бакингам    | Кеси Траск      |